# Carex heleonastes
Carex heleonastes là một loài thực vật có hoa trong họ Cói. Loài này được Ehrh. ex L.f. mô tả khoa học đầu tiên năm 1782.